# Georg Küsthardt
Georg Küsthardt (* 23. Oktober 1863 in Hildesheim; † 13. Oktober 1903 in Hannover) war ein deutscher Bildhauer.
Er war Schüler seines Vaters Friedrich Küsthardt (d. Ä.). Seine Brüder waren der Architekt und Bildhauer Helfried Küsthardt (* 1862), der Bildhauer, Grafiker und Schriftsteller Albert Küsthardt (* 1865),  der Maler Erwin Küsthardt (1867–1901) sowie der Bildhauer und Schauspieler Friedrich Küsthardt d. J. (* 1870).

## Arbeiten
- Statue Kaiser Wilhelms I. in Emden
- Figur der Justitia für das Justizgebäude in Lübeck
- Büste Kaiser Wilhelms I. am Kaiserdenkmal auf Norderney (fiel dem Ersten Weltkrieg zum Opfer)[1]
- Büste des Generalpostmeisters Heinrich von Stephan in Emden
- Statuetten der Professoren Hermann Roemer und Johannes Leunis im Hildesheimer Roemermuseum
- Fürbringer-Brunnen in Emden